# Alfred Schmidt (Maschinenbauingenieur)
Friedrich Alfred Schmidt (* 30. August 1879 in Olvenstedt; † 7. Februar 1938 in Düsseldorf-Düsseltal) war ein deutscher Maschinenbauingenieur und Manager.

## Leben
Alfred Schmidt, Sohn des Landwirts Eduard Schmidt, studierte nach dem Besuch der Realschule in Magdeburg und dem Ableisten eines praktischen Jahres Maschinenbau an der Gewerbehochschule Köthen. Dort wurde er Mitglied der Akademischen Verbindung Marchia, des späteren Corps Marchia Braunschweig. Nach einer dreimonatigen Studienreise in die Vereinigten Staaten war er als Ingenieur und Oberingenieur bei verschiedenen in- und ausländischen Firmen im Rohrleitungsfach tätig. Als Kriegsteilnehmer wurde er im Ersten Weltkrieg mit dem Eisernen Kreuz II. und I. Klasse ausgezeichnet. Seit 1920 war er Direktor und alleiniges Vorstandsmitglied  der Allgemeine Rohrleitung AG und der Herweg AG in Düsseldorf. Unter seiner Leitung war die Allgemeine Rohrleitung AG aus kleinen Anfängen zu einem führenden Anbieter von kompletten Rohleitungsanlagen und Spezialkonstruktionen in der Prozessindustrie mit Werken in Düsseldorf-Oberbilk und -Reisholz geworden. Der wirtschaftliche Erfolg basierte insbesondere auf den technischen Erfindungen von Schmidt, auf die er etwa zwanzig Patente mit teils internationalen Anmeldungen erhielt. Besondere Bekanntheit erlangte das von ihm erfundene Faltenrohr, das signifikante Vorteile unter anderem in der spannungsfreien Verrohrung von Hochdruckdampfturbinen erzielte.